# 滨湖街道 (淮滨县)
滨湖街道，原为城关镇，是中华人民共和国河南省信阳市淮滨县下辖的一个街道办事处。

## 行政区划
滨湖街道下辖以下村级行政区划单位：
建设街社区、南大街东段社区、南大街西段社区、南大街中段社区、顺河街社区、前楼村、桂花村、章营村、任埝村和金湾村。